# 胚胎工程
胚胎工程（embryo engineering）指的是对哺乳动物的胚胎进行人为的工程技术处理以后，使它继续发育，成为人们所需要的成体动物的一种技术。主要的内容包括体外受精、胚胎移植、胚胎分割、胚胎融合、胚胎的性别鉴定、卵核移植技术、胚胎的冷冻保存技术以及基因导入等。